# James John Joicey
James John Joicey (1870-1932) est un entomologiste britannique.

## Biographie
Il est à l'origine d'une collection de plus d'1,5 million de spécimens de Lepidoptera conservés dans son musée du Surrey, le Hill Museum. De nombreux entomologistes ont travaillé dans sa collection, notamment George Talbot qui en fut le conservateur.
Membre de la Zoological Society of London, de la Royal Geographical Society, de la Royal Entomological Society, Royal Horticultural Society et de Linnean Society of London, il est à l'origine de près de deux cents articles scientifiques et son étude des Lepidoptera est reconnu comme « d'une grande valeur scientifique » par ses pairs.
Considéré comme « le plus généreux mécène dont l'Angleterre puisse se vanter », il est à l'origine de nombreuses donations et legs qui ont notamment contribué à améliorer et à augmenter la collection du Muséum d'histoire naturelle de Londres, principalement celle de Lepidoptera (300 000 spécimens).

## Publications
En collaboration avec George Talbot :
- New Species of Heterocera from Dutch New Guinea. Annals and Magazine of Natural History (Eighth series) 15 (87): 295-301, pl. XII (1915)
- New Lepidoptera from the Dutch New Guinea (with A. Noakes). Transactions of the Entomological Society of London 63 (3,4): 361–386, pls LV–LXII (1916)
- New Lepidoptera from the Schouten Islands. Transactions of the Entomological Society of London 64 (1): 65–83, pls 3–6 (1916)
- New Heterocera from Dutch New Guinea. Annals and Magazine of Natural History (Eighth series) 20 (115): 50–87, pls 1–4 (1917)
- New Lepidoptera from Waigeu, Dutch New Guinea and Biak. Annals and Magazine of Natural History (Eighth series) 20 (117): 216–229 (1917)
- New South-American Rhopalocera. Proceedings of the Zoological Society of London 1917: 259-264, pl I (1918)
- New South-American Arctiidae. Proceedings of the Zoological Society of London 1917: 265-270, pl I (1918)
- New butterflies from Africa and the east. Proceedings of the Zoological Society of London 1917: 271-272 (1918)
- A Gynandromorph of Papilio lycophron Hbn. Proceedings of the Zoological Society of London 1917: 273, pl II (1918)
- Three Aberrations of Lepidoptera. Proceedings of the Zoological Society of London 1917: 275-276, pl I (1918)
- New forms of Indo-Australian butterflies. Bulletin of the Hill Museum 1 (3): 565–569 (1924)
- New forms of Lepidoptera Rhopalocera. Encyclopedia of Entomology (B III Lepidoptera) 2: 1–14 (1926)
- New forms of Rhopalocera in the Hill Museum. Bulletin of the Hill Museum 2 (1): 19–27 (1928)
- Also see the BioNames database linking taxonomic names to their original descriptions